# Großer Afrikanischer Bilch
Der Große Afrikanische Bilch (Graphiurus nagtglasii) ist ein Nagetier in der Gattung der Afrikanischen Bilche, das in Westafrika vorkommt.

## Merkmale
Der Große Afrikanische Bilch ist mit einer Kopf-Rumpf-Länge von 120 bis 155 mm, einer Schwanzlänge von 65 bis 122 mm und einem Gewicht von 48 bis 98 g ein großer Vertreter der Familie Bilche. Er hat 20 bis 30 mm lange Hinterfüße und 15 bis 22 mm lange Ohren. Das kurze und dichte Fell der Oberseite ist weich und wollig. Die Färbung variiert zwischen braun, graubraun und rotbraun. Die Unterseite ist mit dunkelgrauem Fell bedeckt, das stellenweise hell orangebraune, cremefarbene oder weiße Tönungen aufweisen kann. Der Übergang von der dunklen Oberseite zur hellen Unterseite ist nicht deutlich abgegrenzt. Bis auf die hellgrauen oder hellbraunen Wangen und die helle Maske um die Augen ist der Kopf wie die Körperoberseite gefärbt. Weiterhin ist der Kopf durch zugespitzte braune Ohren gekennzeichnet. Die Haare auf dem Schwanz sind an der Schwanzspitze am längsten (bis zu 37 mm). Diese Haare sind meist wie die Körperoberseite gefärbt. Gelegentlich kommen weiße Haarspitzen vor, was Frost gleicht. Die Unterseite des Schwanzes ist nur leicht behaart und fast nackt im Bereich der Mittellinie. Die braunen oder weißen Hinterpfoten sind durch einen dunklen Strich über die Mittelfußknochen gekennzeichnet. Weibchen besitzen ein Paar Zitzen auf der Brust, ein Paar auf der Bauchmitte und zwei Paar im Leistenbereich.

## Verbreitung
Das Verbreitungsgebiet reicht vom Osten Sierra Leones und dem Südosten Guineas bis in den Westen der Zentralafrikanischen Republik und den Nordwesten Gabuns. Aus Benin sowie aus angrenzenden Gebieten sind keine Funde bekannt. Der Große Afrikanische Bilch hält sich in tropischen feuchten Wäldern auf. Er hat sich an extensiv genutzte Landwirtschaftsgebiete mit Büschen in den Dörfern oder neben den Gehöften angepasst.

## Lebensweise
Wie andere Bilche ist die Art nachtaktiv. Sie schläft am Tage in Baumhöhlen oder in Hohlräumen in Bananenstauden. Das Nest wird mit trockenen Pflanzenfasern oder mit Blättern gepolstert. Ein oder mehrere erwachsene Weibchen bilden mit ihren Nachkommen kleinere Gruppen. Männchen und Weibchen ohne Nachkommen sind einzelgängerisch.
Bei wildlebenden Exemplaren wurden Reste von jungen Trieben des Cocastrauchs, von Früchten der Ölpalme, von Papayafrüchten, von Bananen und von Insekten im Verdauungstrakt nachgewiesen. Vermutlich werden die meisten Nachkommen während der Regenzeit geboren. Die Wurfgröße liegt bei zwei oder drei Nachkommen.

## Bedrohung
Laut Berichten aus den 1960er und 1970er Jahren wird der Huet-Bilch von den Bewohnern Westafrikas als Nahrungsquelle gejagt. Gemäßigte Landschaftsveränderungen stellen vermutlich keine Bedrohung dar. Die Art wird von der IUCN als „nicht gefährdet“ (least concern) gelistet.